# John Oliver Hobbes

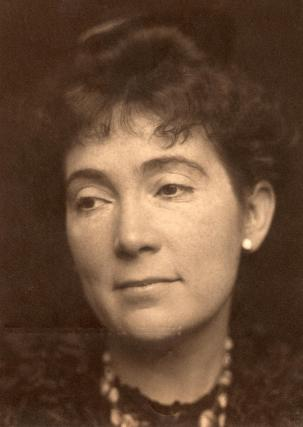
John Oliver Hobbes (1902, Fotografie von George Charles Beresford)

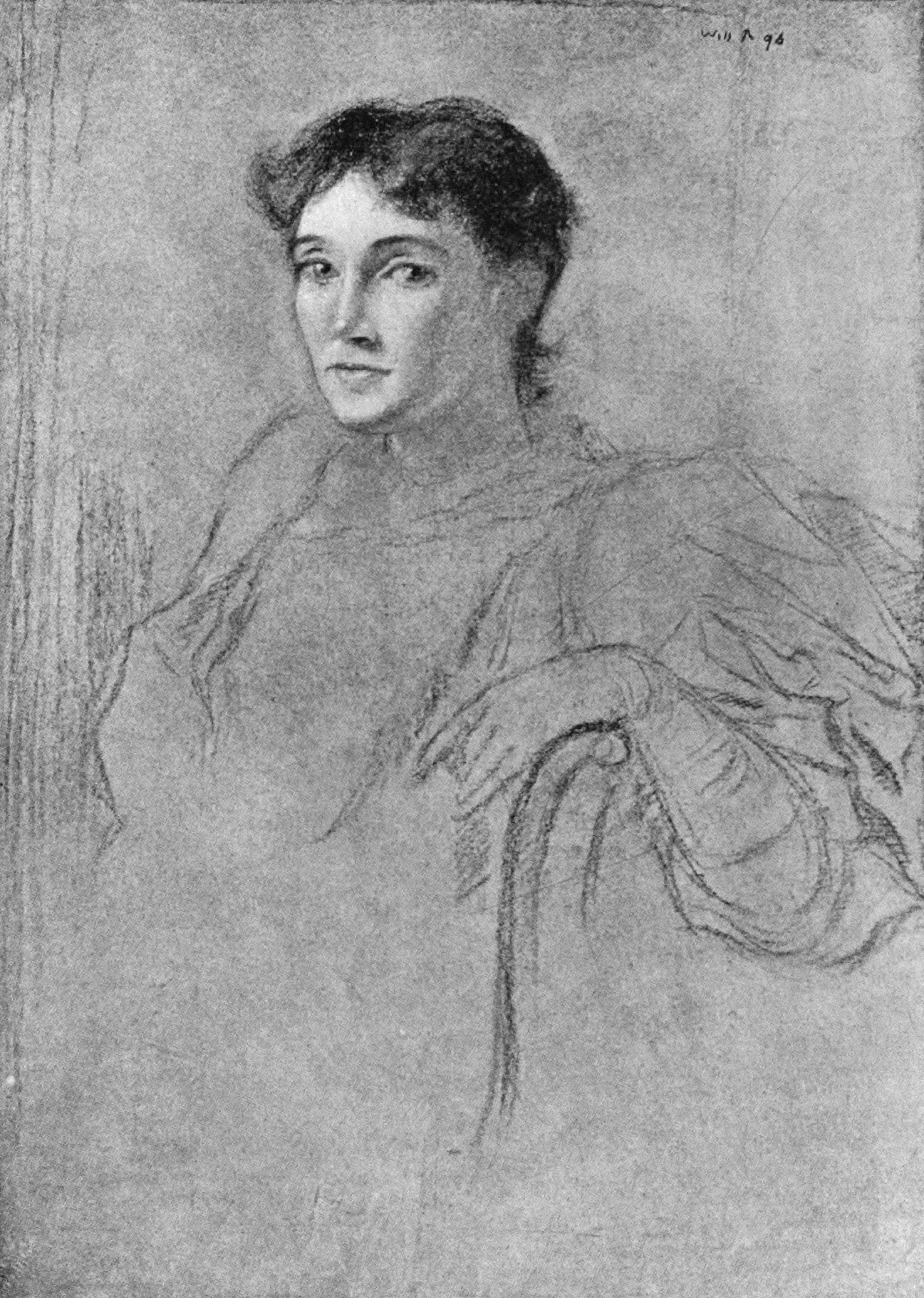
John Oliver Hobbes (gezeichnet von William Rothenstein)

Pearl Mary Teresa Craigie (* 3. November 1867 in Boston, Massachusetts; † 13. August 1906 in London, England) war eine US-amerikanisch-britische Schriftstellerin und Dramaturgin, die unter dem Pseudonym John Oliver Hobbes veröffentlichte.

## Leben
Pearl Mary Teresa Craigie war die älteste Tochter des Geschäftsmannes John Morgan Richards und seiner Frau Laura Hortense, geborene Arnold. Kurz nach ihrer Geburt zog die Familie nach London, wo sie neben weiterem Unterricht in Paris auch ausgebildet wurde. Im Alter von 19 Jahren heiratete sie Reginald Walpole Craigie, mit dem sie einen gemeinsamen Sohn hatte. Da die Ehe unglücklich verlief, wurde sie 1895 geschieden. Bereits 1892 war sie vom protestantischen Nonkonformismus zur Römisch-katholischen Kirche konvertiert. Ab dem Jahr 1900 lebte sie in ihrer Villa nahe dem Anwesen ihrer Eltern in Steephill, Isle of Wight. 1906 verstarb sie plötzlich an einem Herzinfarkt in London, als sie auf einer Reise nach Schottland war.
Craigies erstes Werk Some Emotions and a Moral wurde 1891 unter dem Pseudonym John Oliver Hobbes in Fisher Unwins Pseudonym Library veröffentlicht. Neben ihrer Schriftstellerei, die unter anderem A Bundle of Life, Love and the Soul Hunters und Flute of Pan umfasste, verfasste Hobbes auch drei Theaterstücke. In Deutschland wurden mit The Gods, some mortals and Lord Wickenham, The serious Wooing und The Dream and the business drei ihrer Werke in ihrer Originalsprache vom Leipziger Tauchnitz Verlag verlegt.

## Werke
- 1891: Some Emotions and a Moral
- 1893: A study in Temptations
- 1895: The Gods, Some Mortals, and Lord Wickensham
- 1894: A Bundle of Life
- 1900: Robert Orange
- 1901: The Serious Wooing
- 1902: Love and the Soul Hunters
- 1904: The Vineyard
- 1905: Flute of Pan
- 1906: The Dream and the Business

## Theaterstücke
- 1894: Journeys End in Lovers’ Meeting (für Ellen Terry)
- 1898: The Ambassador
- 1899: A Repentance